# Karien van Gennip
Catharina Elisabeth Godefrida van Gennip, soprannominata Karien (Leidschendam, 3 ottobre 1968), è una politica olandese, Ministro degli affari sociali e dell'occupazione dal 10 gennaio 2022 e Secondo Vice-ministro presidente dal 5 settembre 2023 nel quarto governo Rutte.

## Biografia
Nata a Leidschendam il 3 ottobre 1968, è una delle tre figlie del senatore Jos van Gennip, membro di spicco del partito Appello Cristiano Democratico (CDA). Diplomatasi all'Aloysius College dell'Aia, si è poi iscritta nel 1987 presso la Facoltà di Fisica applicata dell'Università tecnica di Delft, laureandosi nel 1993, e ha conseguito nel 1995 un master in business administration presso l'Institut européen d'administration des affaires (INSEAD) di Fontainebleau.
Dopo la laurea ha lavorato presso McKinsey & Company ad Amsterdam e San Francisco, venendo poi assunta nel 2002 presso la neonata Autorità olandese per i mercati finanziari, dove è divenuta dirigente e responsabile del progetto di riorganizzazione dell'autorità regolatoria finanziaria.
Esponente come il padre di Appello Cristiano Democratico, è stata nominata Sottosegretario di Stato per gli affari economici nei primi due governi di Jan Peter Balkenede, divenendo il primo membro del consiglio dei ministri olandese a prendere un congedo di maternità e ad avere un figlio durante il suo mandato: una prima volta nel 2004, in occasione della nascita del primo figlio, e tra il 2005 e il 2006, in occasione della nascita dei suoi due gemelli.
Alle elezioni legislative del 2006 è stata eletta alla Tweede Kamer nelle file della maggioranza, dimettendosi tuttavia nel 2008 per accettare l'incarico di direttore degli affari europei ed internazionali presso ING Groep. Successivamente nell'ottobre 2015 è stata nominata amministratrice delegata della filiale francese di ING e poi nel 2020 presidente del consiglio di amministrazione della compagnia assicurativa olandese Coöperatie VGZ. Nel 2021 è entrata a far parte del consiglio di sorveglianza di TomTom.
Il 10 gennaio 2022 viene nominata Ministro degli affari sociali e dell'occupazione nel quarto governo Rutte, divenendo poi nel 2023 Secondo Vice-ministro presidente in seguito alle dimissioni del collega e compagno di partito Wopke Hoekstra.